# مشيكية
مَشِيكِيَة (الاسم العلمي: Bruniaceae)، فصيلة شجيرات موطنها منطقة رأس الرجاء في جنوب إفريقيا. تنحصر في الغالب في مقاطعة كاب، ولكن يوجد عدد قليل من الأنواع في كوازولو ناتال.